# Changpeng Zhao
Changpeng Zhao (*	10. září 1977, Ťiang-su, Čína), známý jako „CZ “, je čínsko-kanadský podnikatel. Zhao je spoluzakladatelem a CEO největší světové kryptoměnové burzy Binance (podle objemu obchodů k červenci 2025).
Agenturou Bloomberg byl Zhao hodnocen jako 30. nejbohatší člověk na světě, s čistým jměním odhadovaným k říjnu 2022 na 33 miliard dolarů.

## Život
Zhao se narodil v čínské provincii Ťiang-su. Na konci 80. let se jako dvanáctiletý s rodinou přestěhoval do Kanady. Usadili se ve Vancouveru v Britské Kolumbii. Jeho rodiče byli učitelé. Během dospívání pomáhal Zhao živit svou rodinu, např. prací pro McDonald's.
Zhao vystudoval McGillovu univerzitu v Montréalu, kde se specializoval na informatiku.
Po absolvování univerzity byl vybrán na stáž do Tokia, kde pracoval pro subdodavatele tokijské burzy. Poté čtyři roky pracoval ve společnosti Bloomberg Tradebook, kde byl vývojářem softwaru pro obchodování s futures.
V roce 2005 se přestěhoval do Šanghaje, kde založil firmu Fusion Systems. V roce 2013 byl členem týmu, který vyvinul Blockchain.info a působil také jako technologický ředitel OKCoin.

### Binance
V červenci 2017 spustil vlastní kryptoměnovou burzu Binance. Za necelých osm měsíců se podle objemu obchodů stala největší světovou kryptoměnovou burzou.
V roce 2022 Zhao prostřednictvím Binance investoval 500 milionů dolarů na financování akvizice Twitteru Elonem Muskem.
Zhao uvedl, že plánuje darovat až 99 % svého majetku. „Mám v úmyslu darovat většinu svého majetku, stejně jako mnoho jiných podnikatelů nebo zakladatelů, od Peabodyho dodnes,“ uvedl.